# Paris-Roubaix 1933
La 34e édition de la course cycliste Paris-Roubaix a eu lieu le 16 avril 1933 et a été remportée par le Belge Sylvère Maes.

## Classement final
|    | Cycliste           | Équipe                    | Temps           |
| -- | ------------------ | ------------------------- | --------------- |
| 1  | Sylvère Maes       | Alcyon-Dunlop             | 5 h 59 min 00 s |
| 2  | Julien Vervaecke   | Labor                     | + 0 s           |
| 3  | Léon Le Calvez     | Lutetia                   | + 1 min 48 s    |
| 4  | Ludwig Geyer       | Legnano-Clement           | + 1 min 48 s    |
| 5  | Maurice Archambaud | Alcyon-Dunlop             | + 1 min 48 s    |
| 6  | Alfons Deloor      | Dilecta                   | + 1 min 58 s    |
| 7  | Gaston Rebry       | Alcyon-Dunlop             | + 1 min 58 s    |
| 8  | Charles Pélissier  | Genial Lucifer-Hutchinson | + 1 min 58 s    |
| 9  | Émile Decroix      | Genial Lucifer-Hutchinson | + 3 min 43 s    |
| 10 | René Bernard       | Lutetia                   | + 3 min 43 s    |